# 溫德姆 (紐約州普查規定居民點)
溫德姆（英語：Windham）是位於美國紐約州格林縣的普查規定居民點。

## 人口
根據2020年美國人口普查的數據，溫德姆的面積為5.96平方千米，皆為陸地。當地共有人口371人，而人口密度為每平方千米62.25人。